# Кембридж 32
Кембридж 32 (англ. Cambridge 32) — індіанська резервація в Канаді, у провінції Нова Шотландія, у межах графства Кінгс.

## Населення
За даними перепису 2016 року, індіанська резервація нараховувала 140 осіб, показавши скорочення на 2,8%, порівняно з 2011-м роком. Середня густина населення становила 216,4 осіб/км².
З офіційних мов обидвома одночасно не володів жоден з жителів, тільки англійською — 135. Усього 5 осіб вважали рідною мовою не одну з офіційних.
Працездатне населення становило 70% усього населення, рівень безробіття — 14,3%.

## Клімат
Середня річна температура становить 6,7°C, середня максимальна – 23,2°C, а середня мінімальна – -12,1°C. Середня річна кількість опадів – 1 176 мм.
| Клімат поселення                              | Клімат поселення | Клімат поселення | Клімат поселення | Клімат поселення | Клімат поселення | Клімат поселення | Клімат поселення | Клімат поселення | Клімат поселення | Клімат поселення | Клімат поселення | Клімат поселення | Клімат поселення |
| Показник                                      | Січ.             | Лют.             | Бер.             | Квіт.            | Трав.            | Черв.            | Лип.             | Серп.            | Вер.             | Жовт.            | Лист.            | Груд.            |                  |
| Середній максимум, °C                         | −0,28            | 0,32             | 4,69             | 10,63            | 16,67            | 21,80            | 23,16            | 22,66            | 18,10            | 12,45            | 7,52             | 0,90             |                  |
| Середня температура, °C                       | −6,2             | −5,6             | −1,22            | 4,71             | 10,75            | 15,87            | 19,27            | 18,77            | 14,21            | 8,58             | 3,64             | −2,99            |                  |
| Середній мінімум, °C                          | −12,1            | −11,5            | −7,14            | −1,22            | 4,87             | 9,98             | 15,39            | 14,90            | 10,33            | 4,69             | −0,26            | −6,87            |                  |
| Норма опадів, мм                              | 111              | 94               | 103              | 86               | 94               | 86               | 90               | 85               | 90               | 100              | 121              | 116              |                  |
| Середньомісячна швидкість вітру, м/с          | 4.00             | 3.99             | 4.04             | 3.94             | 3.54             | 3.24             | 2.92             | 2.85             | 3.10             | 3.52             | 3.74             | 4.04             |                  |
| Середньомісячна сонячна радіація, кДж/м²·день | 4891             | 8212             | 12112            | 15068            | 18097            | 20366            | 20188            | 18009            | 13689            | 8781             | 4987             | 3829             |                  |
| --------------------------------------------- | ---------------- | ---------------- | ---------------- | ---------------- | ---------------- | ---------------- | ---------------- | ---------------- | ---------------- | ---------------- | ---------------- | ---------------- | ---------------- |
| Джерело:                                      |                  |                  |                  |                  |                  |                  |                  |                  |                  |                  |                  |                  |                  |